# Pyrrhopyge melanomerus
Espèce
Pyrrhopyge melanomerus est une espèce de lépidoptères (papillons) de la famille des Hesperiidae, de la sous-famille des Pyrginae, de la tribu des Pyrrhopygini et du genre Pyrrhopyge.

## Systématique
Pyrrhopyge melanomerus a été décrit par Paul Mabille et Eugène Boullet en 1908.

## Nom vernaculaire
Pyrrhopyge melanomerus se nomme Melanomerus Firetip en anglais.

### Sous-espèces
- Pyrrhopyge melanomerus melanomerus ; présent en Bolivie et au Pérou.
- Pyrrhopyge melanomerus patma Evans, 1951 ; présent en Équateur[1].

## Description
Pyrrhopyge melanomerus est un papillon d'une envergure d'environ 47 mm, au corps trapu noir, aux côtés du thorax marqués de rouge et à l'extrémité de l'abdomen rouge. 
Les ailes sont de couleur grise à noire avec une frange blanche.

## Écologie et distribution
Pyrrhopyge melanomerus est présent en Bolivie, en Équateur et au Pérou.

### Biotope
En Équateur, Pyrrhopyge melanomerus se rencontre à une altitude comprise entre 1 000 m et 2 000 m.

### Protection
Pas de statut de protection particulier.